# 우리가 최고야
우리가 최고야(Vi ar bast!, We are the Best!)는 스웨덴에서 제작된 루카스 무디슨 감독의 2013년 드라마, 코미디 영화이다. 미라 바크함마르 등이 주연으로 출연하였다.

## 출연

### 주연
- 미라 바크함마르
- 미라 그로신
- 리브 르모인